# Murghob (huyện)
Huyện Murghob hay Nohiya-i Murghob (Bản mẫu:Ta/PA: Ноҳияи Мурғоб / ناحیۀ مرغاب) là một huyện của Tajikistan, chiếm hai phần ba phía đông của tỉnh tự trị Gorno-Badakhshan. Huyện có biên giới giáp với Afghanistan ở phía nam, với Khu tự trị Tân Cương của Trung Quốc ở phía đông, và với Kyrgyzstan ở phía bắc. Bên trong Tajikistan, huyện giáp với bốn huyện khác cùng tỉnh ở phía tây và với Các huyện trực thuộc Cộng hòa. Huyện lị là Murghob (cũng gọi là Murghab). Dân số của huyện Murghob là 16.900 và trong đó 4.000 sống tại thị trấn Murghab (ước tính 1 tháng 1 năm 2008).
Đất đai của huyện chủ yếu là một cao nguyên hoang vắng với các dãy núi phân tán, đặc biệt là hướng về phía đông và nam. Các ngọn núi cao nhất nằm quanh sông băng Fedchenko ở phía tây bắc và dọc theo sông Pamir ở phía nam. Dân số trong huyện chủ yếu là người Kyrgyz. Trước đây đất đai chủ yếu được dùng làm nơi chăn thả mùa hè ('jailoo'). Xa lộ Pamir đoạn đi qua huyện uốn cong từ tây nam đến đông bắc. Bốn hồ chính của Murghob là Karakul ở phía đông bắc và ba hồ: Sarez trên sông Bartang, Yashil Kul trên sông Gunt, và Zorkul trên sông Pamir.